# Brist (ekonomi)

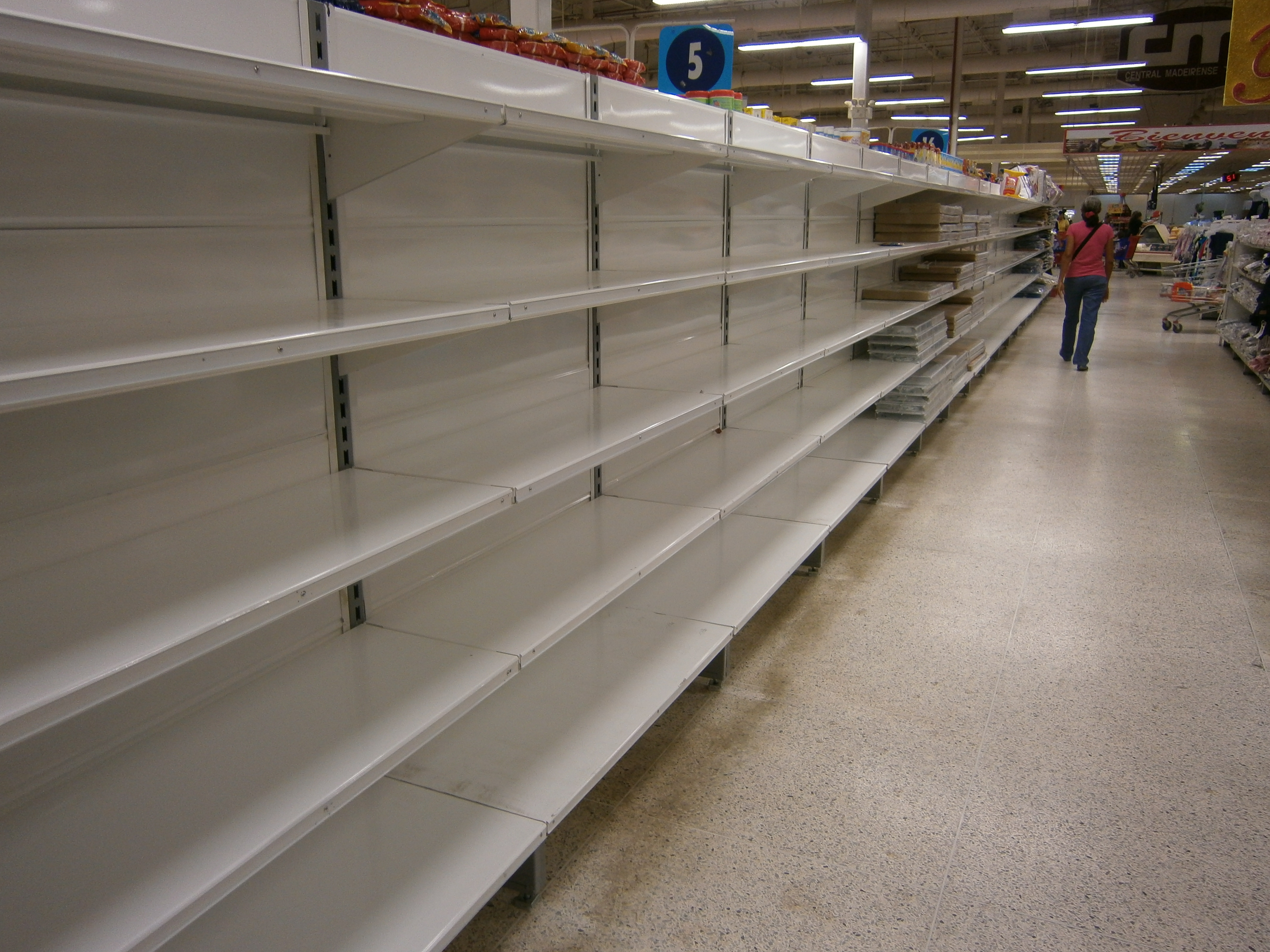
En bild från 2014 som visar varubrist i Venezuela.

Brist är, i ekonomiska termer, en situation där efterfrågan på en produkt eller tjänst överstiger dess utbud på en marknad. Detta står i motsats till överskott. 
Med en perfekt marknad (av enkel mikroekonomisk modell) kommer ett brist, dvs. ett överskott på efterfrågan, att få säljare att öka priserna tills ett pris uppnås där efterfrågan stämmer, med det tillgängliga utbudet – vilket skapar marknadsjämvikt. I ekonomisk mening uppstår en brist när priset av någon anledning inte stiger för att nå jämvikt. Det kan gälla statlig ingripande eller beslut av säljare att inte höja priserna. Under dessa omständigheter vill köpare köpa mer till marknadspriset än den mängd varan eller tjänsten som finns. Då avgör någon annan mekanism än prissatt, som "först till kvarn" eller lottning, vilka som får köpa. På en "perfekt marknad" är med andra ord det enda som kan orsaka brist priset.